# Thomas B. Rauchfuss
Thomas B. Rauchfuss (* 11. September 1949 in Baltimore) ist Professor für Anorganische Chemie an der University of Illinois.

## Leben und Werk
Rauchfuss studierte Chemie an der University of Puget Sound in North Tacoma, das er 1971 dem Bachelor abschloss. 1976 promovierte er an Washington State University. Es folgte ein Postdoc-Aufenthalt bei David Buckingham an der Australian National University. Danach wechselte er an die University of Illinois als Lycan Professor of Chemistry. Rauchfuss hatte in dieser Zeit Gastprofessuren in Auckland, Straßburg und Karlsruhe inne. 1983 wurde er Sloan Research Fellow. Das Arbeitsgebiet von Rauchfuss liegt auf dem Gebiet der Synthese und Reaktivität von anorganischen, metallorganischen und Hauptgruppen-Verbindungen. Unter anderem untersuchte er Metallcarbonylverbindungen, die als Modellsubstanzen des aktiven Zentrums für natürlich vorkommende Enzyme wie Hydrogenase dienen.

## Preise und Auszeichnungen
- 2001 American Chemical Society Award in Anorganischer Chemie
- 2018 ACS Award for Distinguished Service in the Advancement of Inorganic Chemistry der American Chemical Society.[2]